# Chlothar II
För andra betydelser, se Chlothar (olika betydelser)

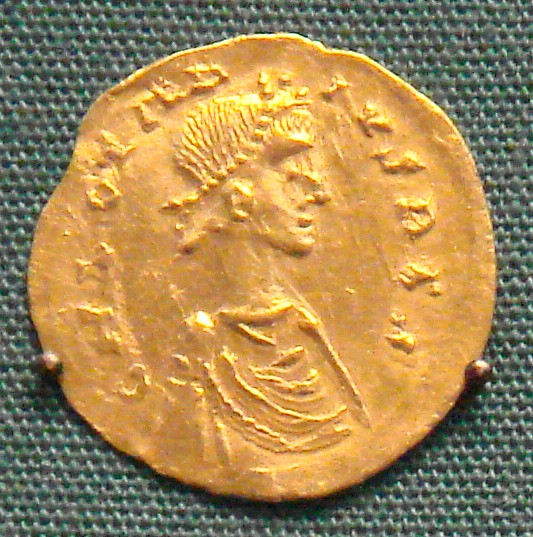
Chlothar II.

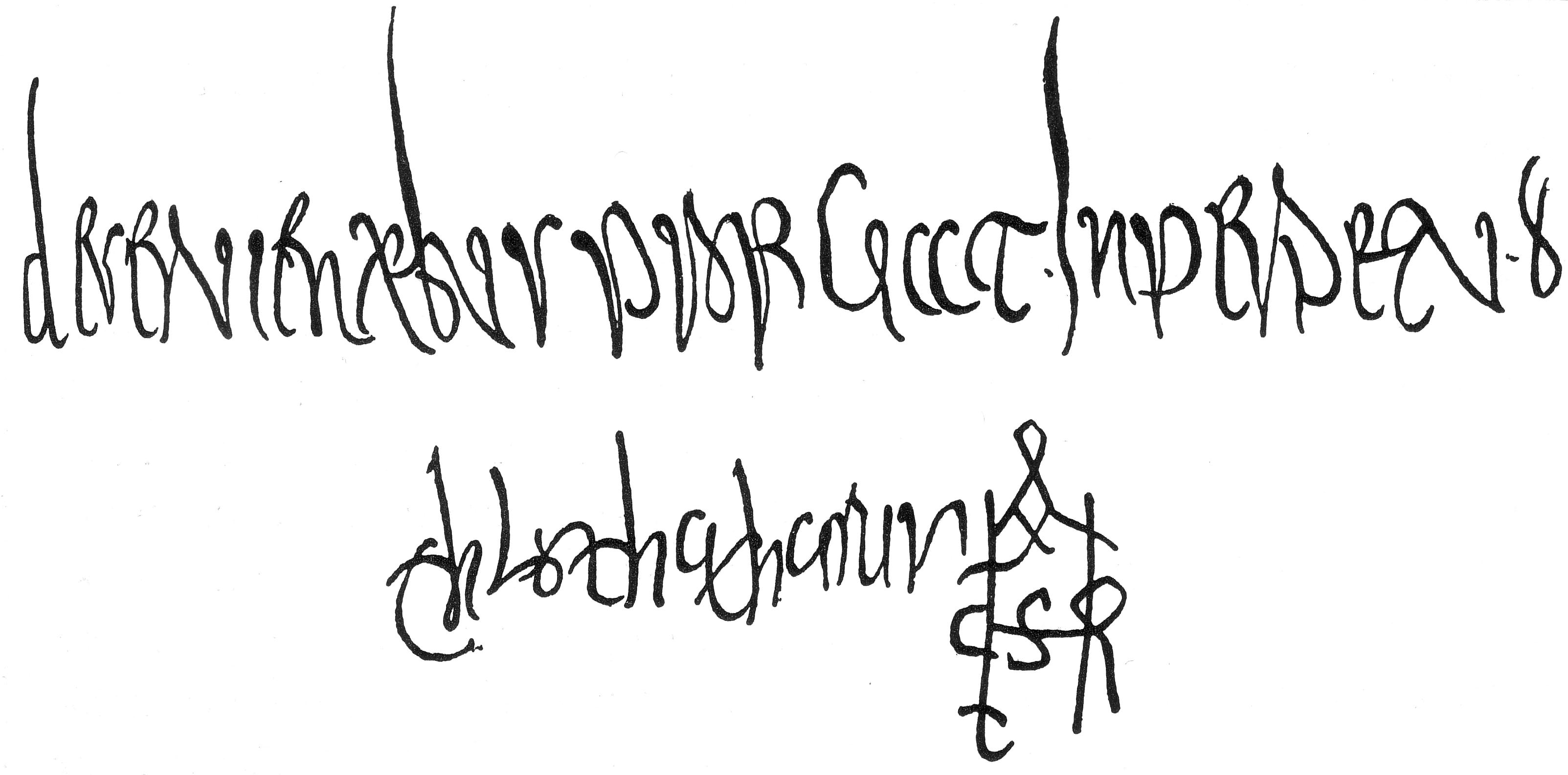
Chlothar II:s namnteckning.

Chlothar II föddes våren 584 och var således ett knappt halvår gammal, då hans far Chilperik I av Neustrien dog i september samma år. Hans mor, drottning Fredegund, skötte rikets affärer fram till sin död 597. Vid tretton års ålder tillträdde Chlothar II som regent. Han var gift med Haldetrude, Bertrude och Sichilde. 
Genom att låta mörda Sigibert II, kung över Austrasien och Burgund, blev Chlothar II 615 den första kungen över hela frankerriket sedan hans farfar Chlothar I avlidit 561.
615 utlyste Chlothar II ediktet i Paris, en frankisk motsvarighet till Magna Charta som förbehöll den frankiska adeln många rättigheter samtidigt som den exkluderade judar från anställning hos kronan. Ediktet innebar att alla lärda i det merovingiska riket hamnade under kyrklig jurisdiktion, vilket föll adeln i smaken eftersom det endast var ur deras skara som biskopar valdes. 
623 gav han kungadömet Austrasien till sin son Dagobert I, ett politiskt drag som innebar ett återgäldande av det stöd som han fått av de två ledande personligheterna i Austrasien, biskopen Arnulf av Metz och Pippin I, maior domus i Austrasien, och i praktiken innebar omfattande autonomi.
Chlothar II dog 629.